# Mickey Bennett
Michael Bennett, più conosciuto con il diminutivo Mickey Bennett (Camberwell, 27 luglio 1969) è un ex calciatore inglese, di ruolo centrocampista.

## Carriera
Tra il 1985 ed il 1987 gioca nelle giovanili del Charlton, con cui nella parte conclusiva della stagione 1986-1987 esordisce non ancora maggiorenne tra i professionisti, giocando 2 partite nella prima divisione inglese; l'anno seguente entra poi a pieno titolo nella rosa degli Addicks, segnando una rete in 16 partite di campionato, a cui aggiunge ulteriori 11 presenze nella First Division 1987-1988 e 6 presenze con una rete nella prima parte della First Division 1989-1990, nel corso della quale viene ceduto al Wimbledon FC, altro club di prima divisione, con cui termina il campionato segnando una seconda rete in 7 presenze. Nella stagione 1990-1991 dopo 6 presenze subisce un gravissimo infortunio ad un ginocchio: inizialmente si pensava che il problema fosse relativamente poco grave (doveva stare lontano dal campo per 6 settimane), ma esami successivi rivelarono la completa rottura del legamento crociato ed uno schiacciamento della cartilagine del ginocchio, motivo per cui finì per perdere 9 mesi e tornare in campo solamente nei mesi conclusivi della stagione 1991-1992; al di là dell'aspetto fisiologico, l'infortunio ebbe un impatto pesantissimo anche sulla salute mentale di Bennett, che rivelò in seguito di non aver mai completamente recuperato a livello psicologico e di aver sofferto per diversi anni di depressione.
Nonostante i postumi dell'infortunio nella stagione 1991-1992 gioca 5 partite e segna un gol in prima divisione: sono le sue ultime presenze in questa categoria, in cui ha totalizzato complessivamente 53 presenze e 4 reti in carriera. Nella stagione 1992-1993 gioca infatti in seconda divisione con il Brentford, con cui l'anno seguente gioca in terza divisione, per complessive 46 presenze e 4 reti nel club. Torna quindi per una stagione al Charlton, con cui mette a segno una rete in 24 presenze in seconda divisione: nonostante i soli 26 anni di età, è di fatto la sua ultima vera stagione ad alti livelli. L'anno seguente fa infatti parte della rosa del Millwall, in seconda divisione, ma gioca solamente 2 partite; passa quindi in quarta divisione al Cardiff City, concludendo poi la stagione 1996-1997 addirittura in un club semiprofessionistico, il Cambridge City. Torna poi per 2 stagioni a giocare tra i professionisti, prima al Leyton Orient (2 sole presenze in quarta divisione) e poi al Brighton (38 presenze in quarta divisione), per poi ritirarsi definitivamente nel 2001 all'età di 32 anni dopo altre 2 stagioni a livello semiprofessionistico con la maglia del Canvey Island, con cui vince peraltro un FA Trophy.

## Palmarès

### Club

#### Competizioni nazionali
- FA Trophy: 1

Canvey Island: 2000-2001

#### Competizioni regionali
- Essex Senior Cup: 1

Canvey Island: 1999-2000